# DIGIMON MOVIE SONG COLLECTION
『DIGIMON MOVIE SONG COLLECTION』（デジモン・ムービー・ソング・コレクション）は、2014年8月1日に発売されたテレビアニメ・アニメ映画『デジモンシリーズ』の楽曲を集めたコンピレーション・アルバム。

## 概要
CDジャケットは『オメガモンバージョン』『デジモンムービーバージョン』の2種類が存在するが収録内容はすべて同一である。
- 前者は「ロイヤルナイツ」に所属する究極体・聖騎士型デジモンで、『デジモンアドベンチャー』などで主人公のパートナーデジモンとして活躍した「オメガモン」が描かれている[1]。
- 後者はアグモン・ガブモン・テントモン・パタモン・テイルモン・ブイモン・ワームモン（以上『デジモンアドベンチャー』『デジモンアドベンチャー02』本編・劇場版に登場）・ギルモン・テリアモン・レナモン・ロップモン・クルモン・シーサモン（『デジモンテイマーズ』）・アグニモン・ベアモン・コテモン（『デジモンフロンティア』）・『アドベンチャー』とは別個体のアグモン・ガオモン・ファルコモン（『デジモンセイバーズ』）と、歴代のデジモンシリーズ映画作品に登場したデジモンたちが映画館で一堂に会し、ポップコーンを食べたりくつろいでいたりする姿が描かれている[2]。

## 収録曲

### DISC-1
演奏時間：40分58秒『デジモンアドベンチャー』『デジモンアドベンチャー02』の劇場版アニメで使用された楽曲が収録されている。
1. Butter-Fly (劇場サイズ#1) (1:07) 歌:和田光司
作詞:千綿偉功、作曲:千綿偉功、編曲:渡部チェル
2. Butter-Fly (4:17) 歌:和田光司
作詞:千綿偉功、作曲:千綿偉功、編曲:渡部チェル
3. brave heart (4:13) 歌:宮﨑歩
作詞:大森祥子、作曲:太田美知彦、編曲:太田美知彦
4. レクイエム (2:50) 歌:東京少年少女合唱隊
作曲:有澤孝紀、編曲:有澤孝紀
5. 作品No. 2『春』イ長調 〜ぼくらのウォーゲーム!〜 (3:15) 歌:AiM
作詞:Namika、作曲:宮崎道、編曲:宮崎道
「デジモンアドベンチャー ぼくらのウォーゲーム!」エンディングテーマ。
6. ターゲット〜赤い衝撃〜 (4:27) 歌:和田光司
作詞:松木悠、作曲:太田美知彦、編曲:太田美知彦
7. Break up! (4:09) 歌:宮崎歩
作詞:山田ひろし、作曲:太田美知彦、編曲:太田美知彦
8. FOREVER FRIENDS (ACOUSTIC VERSION) (1:52) 歌:橋爪恵子
作詞:Hassy、作曲:村上正芳、編曲:村上正芳
9. スタンド・バイ・ミー 〜ひと夏の冒険〜 (サマーメモリーバージョン) (4:59) 歌:AiM
作詞:1171、作曲:上田晃司、編曲:玉木千尋
10. フレンド 〜いつまでも忘れない〜 (5:09) 歌:AiM
作詞:田中花乃、作曲:湯浅公一、編曲:湯浅公一
11. FOREVER FRIENDS (4:44) 歌:AiM
作詞:Hassy、作曲:村上正芳、編曲:佐藤晃

### DISC-2
演奏時間：45分08秒。『デジモンテイマーズ』『デジモンフロンティア』『デジモンセイバーズ』の劇場版アニメで使用された楽曲が収録されている。
1. The Biggest Dreamer (3:51) 歌:和田光司
作詞:山田ひろし、作曲:太田美知彦、編曲:太田美知彦
2. トモダチの海 (4:28) 歌:Sammy
作詞:山田ひろし、作曲:山崎燿、編曲:山崎燿
3. EVO (3:43) 歌:WILD CHILD BOUND
作詞:大森祥子、作曲:渡部チェル、編曲:渡部チェル
4. Moving on! 〜美ら海バージョン〜 (4:42) 歌:AiM
作詞:ai、作曲:太田美知彦、編曲:本島一弥
5. SLASH!! (4:00) 歌:太田美知彦
作詞:山田ひろし、作曲:太田美知彦、編曲:太田美知彦
6. 夕陽の約束 (3:26) 歌:牧野留姫(声:折笠富美子)
作詞:泉川そら、作曲:泉川そら、編曲:阿部靖広
7. One Vision (DUKEMON MATRIX EVOLUTION) (4:38) 歌:谷本貴義
作詞:山田ひろし、作曲:太田美知彦、編曲:太田美知彦
8. 夕陽の約束 〜サンセットパレードバージョン〜 (4:20) 歌:AiM
作詞:泉川そら、作曲:泉川そら、編曲:佐藤晃
9. With The Will (4:07) 歌:和田光司
作詞:大森祥子、作曲:渡部チェル、編曲:渡部チェル
10. FIRE!! (4:11) 歌:和田光司
作詞:山田ひろし、作曲:太田美知彦、編曲:太田美知彦
11. ヒラリ (3:47) 歌:和田光司
作詞:和田光司、作曲:IKUO、編曲:SPM@